# Orsay
Orsay és un municipi francès, situat al departament de l'Essonne i a la regió de Illa de França. L'any 2007 tenia 16.411 habitants.
Forma part del cantó de Palaiseau i del districte de Palaiseau. I des del 2016 de la Comunitat d'aglomeració París-Saclay.

## Demografia

### Població
El 2007 la població de fet d'Orsay era de 16.411 persones. Hi havia 6.446 famílies, de les quals 2.281 eren unipersonals (1.074 homes vivint sols i 1.207 dones vivint soles), 1.783 parelles sense fills, 1.962 parelles amb fills i 420 famílies monoparentals amb fills.
La població ha evolucionat segons el següent gràfic:
Habitants censats

### Habitatges
El 2007 hi havia 7.020 habitatges, 6.592 eren l'habitatge principal de la família, 88 eren segones residències i 340 estaven desocupats. 3.791 eren cases i 3.061 eren apartaments. Dels 6.592 habitatges principals, 4.159 estaven ocupats pels seus propietaris, 2.258 estaven llogats i ocupats pels llogaters i 175 estaven cedits a títol gratuït; 1.104 tenien una cambra, 758 en tenien dues, 959 en tenien tres, 1.207 en tenien quatre i 2.563 en tenien cinc o més. 4.891 habitatges disposaven pel capbaix d'una plaça de pàrquing. A 3.088 habitatges hi havia un automòbil i a 2.385 n'hi havia dos o més.

### Piràmide de població
La piràmide de població per edats i sexe el 2009 era:
| Homes | Edats   | Dones |
| ----- | ------- | ----- |
| 12    | 95 o +  | 24    |
| 16    | 90 a 94 | 48    |
| 68    | 85 a 89 | 156   |
| 56    | 80 a 84 | 112   |
| 196   | 75 a 79 | 216   |
| 232   | 70 a 74 | 272   |
| 360   | 65 a 69 | 484   |
| 412   | 60 a 64 | 372   |
| 456   | 55 a 59 | 444   |
| 592   | 50 a 54 | 596   |
| 444   | 45 a 49 | 576   |
| 568   | 40 a 44 | 548   |
| 492   | 35 a 39 | 512   |
| 520   | 30 a 34 | 476   |
| 844   | 25 a 29 | 548   |
| 1.234 | 20 a 24 | 800   |
| 644   | 15 a 19 | 533   |
| 380   | 10 a 14 | 452   |
| 421   | 5 a 9   | 380   |
| 340   | 0 a 4   | 364   |

## Economia
El 2007 la població en edat de treballar era d'11.109 persones, 7.469 eren actives i 3.640 eren inactives. De les 7.469 persones actives 6.992 estaven ocupades (3.733 homes i 3.259 dones) i 477 estaven aturades (232 homes i 245 dones). De les 3.640 persones inactives 692 estaven jubilades, 2.420 estaven estudiant i 528 estaven classificades com a «altres inactius».

### Ingressos
El 2009 a Orsay hi havia 6.357 unitats fiscals que integraven 15.528 persones, la mediana anual d'ingressos fiscals per persona era de 30.343 €.

### Activitats econòmiques
Dels 877 establiments que hi havia el 2007, 1 era d'una empresa extractiva, 11 d'empreses alimentàries, 16 d'empreses de fabricació de material elèctric, 2 d'empreses de fabricació d'elements pel transport, 16 d'empreses de fabricació d'altres productes industrials, 67 d'empreses de construcció, 163 d'empreses de comerç i reparació d'automòbils, 19 d'empreses de transport, 50 d'empreses d'hostatgeria i restauració, 61 d'empreses d'informació i comunicació, 45 d'empreses financeres, 44 d'empreses immobiliàries, 194 d'empreses de serveis, 140 d'entitats de l'administració pública i 48 d'empreses classificades com a «altres activitats de serveis».
Dels 167 establiments de servei als particulars que hi havia el 2009, 1 era una oficina d'administració d'Hisenda pública, 1 gendarmeria, 1 oficina de correu, 14 oficines bancàries, 3 funeràries, 3 tallers de reparació d'automòbils i de material agrícola, 1 establiment de lloguer de cotxes, 3 autoescoles, 10 paletes, 6 guixaires pintors, 6 fusteries, 10 lampisteries, 11 electricistes, 12 empreses de construcció, 12 perruqueries, 3 veterinaris, 4 agències de treball temporal, 44 restaurants, 18 agències immobiliàries, 2 tintoreries i 2 salons de bellesa.
Dels 57 establiments comercials que hi havia el 2009, 1 era un hipermercat, 8 botiges de menys de 120 m², 10 fleques, 4 carnisseries, 1 una carnisseria, 1 una botiga de congelats, 3 llibreries, 11 botigues de roba, 5 botigues d'equipament de la llar, 1 una botiga d'equipament de la llar, 4 botigues de mobles, 1 una botiga de mobles, 2 perfumeries, 1 una perfumeria i 4 floristeries.
L'any 2000 a Orsay hi havia 3 explotacions agrícoles.

## Equipaments sanitaris i escolars
El 2009 hi havia 1 hospital de tractaments de curta durada, 2 hospitals de tractaments de mitja durada (seguiment i rehabilitació), 1 un hospital de tractaments de llarga durada, 2 psiquiàtrics, 1 un centre de lluita contra el càncer, 2 centres d'urgències, 1 maternitat, 6 farmàcies i 1 ambulància.
El 2009 hi havia 4 escoles maternals i 5 escoles elementals. A Orsay hi havia 3 col·legis d'educació secundària i 2 liceus d'ensenyament general. Als col·legis d'educació secundària hi havia 1.348 alumnes i als liceus d'ensenyament general 1.504.
Disposava de 6 centres universitaris (inclòs Universitat París-Saclay) , dels quals 2 eren unitats de formació universitària i recerca, 2 instituts universitaris, 1 una escola d'enginyers i 1 un centre d'altres ensenyaments superiors.

## Poblacions més properes
El següent diagrama mostra les poblacions més properes.